# Francesco Masciarelli
Francesco Masciarelli (Pescara, Abruços, 5 de maig de 1986) és un ciclista italià, professional del 2007 al 2012. És fill del també ciclista Palmiro Masciarelli.
En el seu palmarès destaca la victòria a la Volta al Japó de 2007.

## Palmarès
- 2007
  - 1r a la Volta al Japó i vencedor de 2 etapes
- 2008
  - 1r al Giro del Laci
- 2010
  - Vencedor d'una etapa del Tour del Mediterrani

### Resultats al Giro d'Itàlia
- 2009. 17è de la classificació general
- 2010. Abandona (8a etapa)
- 2011. No surt (17a etapa)